# Слива Мансонова
Слива Мансонова (Prunus munsoniana) — вид квіткових рослин з родини трояндових (Rosaceae). Ареал охоплює США (Техас, Теннессі, Оклахома, Огайо, Міссурі, Луїзіана, Кентуккі, Канзас, Алабама, Арканзас, Іллінойс, Міссісіпі, Джорджия); це дерево помірних біомів.

## Використання
Вид використовується в селекції рослин як підщепа для покращення сливи міробаланської (P. cerasifera).